# 新奥尔良中央商务区
新奥尔良中央商务区位于29°56′59″N 90°04′14″W / 29.94972°N 90.07056°W ，城市规划委员会界定其边界是：北到Iberville街，迪凯特街和运河街，东到密西西比河，南到新奥尔良莫里尔会议中心、Julia街和弹药库街（Magazine Street）和庞恰特雷恩高速公路，西到南加邦大道、克利夫兰街、南Derbigny街和北Derbigny街。
该区最初在18世纪后期开发，是一个住宅区，名为圣玛丽郊区（Faubourg Ste. Marie），现代的中央商务区则是一个混合用途的街区，拥有高大的写字楼、零售业、众多餐厅和俱乐部，以及成千上万的居民居住在修复的历史悠久的商业和工业楼宇。
墨西哥领事馆在坐落在CBD，2008年重新开放，因为卡特里娜飓风后重建，墨西哥移民工人增加。日本总领事馆位于CBD的Entergy公司大楼。2006年，日本宣布领事馆迁往纳什维尔，以便接近日本企业。